# Luigi Miletta
Luigi Miletta, né le 8 septembre 1988 à Pise, est un coureur cycliste italien.

## Palmarès
- 2010
  - Giro del Medio Brenta
- 2011
  - Trofeo Idea Shoes
  - Milan-Rapallo
  - 2e du Grand Prix Colli Rovescalesi
  - 3e du Gran Premio La Torre
  - 3e du Grand Prix de la ville d'Empoli
- 2012
  - Gran Premio Sportivi Poggio alla Cavalla
  - Trophée international Bastianelli
  - Florence-Viareggio
  - 2e du Trofeo Tosco-Umbro

## Classements mondiaux
| Année           | 2010 | 2011 | 2012 |
| --------------- | ---- | ---- | ---- |
| UCI Europe Tour | 349e | 784e | 348e |